# Сем Перрі (плавець)
Сем Перрі (англ. Sam Perry, 16 серпня 1995) — новозеландський плавець. Учасник Чемпіонату світу з водних видів спорту 2017, де в попередніх запливах на дистанції 100 метрів вільним стилем посів 51-ше місце і не потрапив до півфіналу.